# Dali Mami
Dali Mamí est un corsaire de la régence d'Alger. Il est connu pour avoir abordé le 26 septembre 1575, vers Marseille, la galère Sol, dans laquelle voyageait Miguel de Cervantes et son frère Rodrigo, dont il devint le premier propriétaire. Son capitaine était Mami Arnaute, un renégat albanais qui termina sa carrière comme amiral de la flotte algérienne. Certaines sources signalent que Dali Mami était grec et que son surnom était El cojo, « le boiteux ».

## Histoire
Induit en erreur par les lettres de recommandation de Cervantes émanant de don Juan d'Autriche et du duc de Sessa, il fixa sa rançon à 500 écus, une somme d'argent exagérée ; c'est probablement ce prix élevé qui évita la mort à l'écrivain après une tentative d'évasion ratée qui ne lui valut que d'être enchaîné et battu,. Il vendit Cervantes probablement vers 1577 au pacha d'Alger Hassan.